# Contea di Steele (Dakota del Nord)
La contea di Steele in inglese Steele County è una contea dello Stato del Dakota del Nord, negli Stati Uniti. La popolazione al censimento del 2000 era di 2 258 abitanti. Il capoluogo di contea è Finley.